# Донауштадтбрюке (станція метро)
48°12′42″ пн. ш. 16°26′24″ сх. д. / 48.2117° пн. ш. 16.44° сх. д.
«Донауштадтбрюке» (нім. Donaustadtbrücke) — станція Віденського метрополітену, розміщена на лінії U2 між станціями «Штадлау» і «Донаумарина». Відкрита 2 жовтня 2010 року у складі дільниці «Штадіон» — «Асперн-штрасе».
Розташована в 22-му районі Відня (Донауштадт).